# LISA

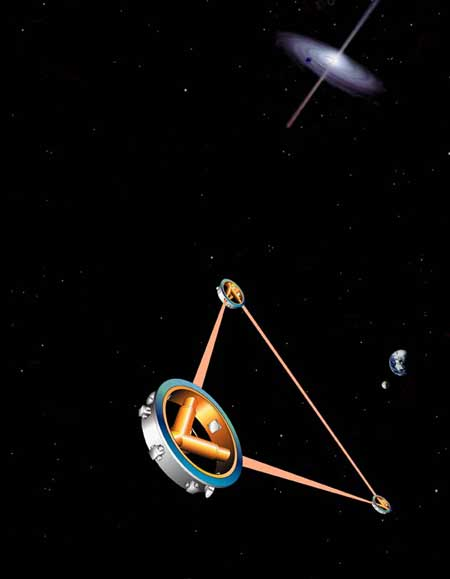
Artistieke impressie van de drie LISA satellieten

LISA (Laser Interferometer Space Antenna) is een detector voor zwaartekrachtgolven die zich in de ruimte moet gaan bevinden. Het systeem wordt gebouwd door de ESA met een bijdrage van NASA en staat gepland om gelanceerd te worden rond 2036.
Het beoogde systeem bestaat uit drie satellieten op onderlinge afstanden van 2,5 miljoen kilometer. Door nauwkeurig de afstand te meten tussen de satellieten is het mogelijk zwaartekrachtgolven te detecteren in de frequentieband tussen de 0,1 mHz (milliHertz) en 1 Hz. Het voordeel van het plaatsen van dit instrument in de ruimte ten opzichte van plaatsing op de aarde, is dat er in de ruimte minder storende invloeden zijn, zoals voorbijrijdend verkeer of de invloed van de maan. Daarnaast is het praktisch onmogelijk om een dergelijk groot instrument - een driehoek met zijden van 2,5 miljoen kilometer lang - onder te brengen op Aarde, omdat de planeet hier met een diameter van ca. 13.000 km veel te klein voor is.
De kosten van het project bedragen ongeveer 1,5 miljard euro.
Nederland draagt bij aan de LISA-missie via hardware ontwikkeld door SRON, Nikhef en TNO en wetenschappelijke expertise. De bijdragen worden gecoördineerd door het LISA-NL consortium.

## Werkingsprincipe
Net zoals de huidige detectoren LIGO, Virgo, KAGRA - die zich allemaal op het aardoppervlak bevinden - zal LISA zwaartekrachtgolven detecteren met behulp van laser interferometrie. De verschillende satellieten zenden laserstralen naar elkaar, en meten de fase bij vertrek en aankomst: dit helpt om hun onderlinge afstand te bepalen. Wanneer een zwaartekrachtsgolf passeert, doet deze de ruimetijd tussen de satellieten uitrekken en inkrimpen. Dit zorgt ervoor dat de afstand tussen de satellieten verandert, en metingen van deze afstand kunnen bijgevolg aantonen of een zwaartekrachtgolf gepasseerd is of niet.
Een belangrijk verschil met de huidige detectoren op Aarde is dat de satellieten van LISA niet vast aan elkaar hangen, en bijgevolg verandert de onderlinge afstand aanzienlijk doorheen de tijd. De satellieten moeten dit meten, omdat deze variatie in de afstand vele malen groter is dan wat de zwaartekrachtgolven teweeg kunnen brengen.
Daarnaast kan LISA ook niet gebruikmaken van echte spiegels, zoals dit het geval is voor bv. LIGO. Omwille van de enorme afstand tussen de satellieten komt maar een fractie van het laserlicht aan bij zijn bestemming, te weinig om te reflecteren. In de plaats meten de satellieten het inkomende licht, waarna ze een nieuwe laserstraal terugsturen met de correcte fase,.

## Wetenschappelijke doelstellingen
Het meten van zwaartekrachtgolven kan ons veel vertellen over de zwaartekracht zelf, en testen of de Relativiteitstheorie van Einstein overal stand houdt. De huidige detectoren zijn in staat om zwarte gaten en neutronensterren waar te nemen die op het punt staan om op elkaar te botsen, typisch enkele seconden voor dit gebeurt. Waar een neutronenster typisch maar 1 of 2 keer zo zwaar is als de Zon, met een straal van rond de 10 km, kunnen de zwarte gaten die zijn waargenomen tot wel honderd keer zo zwaar zijn, met een typische grootte van tientallen tot honderden km's. Deze 'relatief kleine' objecten komen dicht bij elkaar voor ze botsen, wat betekent dat de zwaartekrachtgolven bij een botsing frequenties hebben tussen de 10 en 10.000 Hz - exact wat de huidige detectoren op Aarde kunnen meten.
LISA daarentegen is ontworpen om golven met een frequentie tussen de 0,1 mHz en 1 Hz te meten. In deze frequentieband zijn andere processen relevant voor het genereren van zwaartekrachtsgolven, zoals samengevat in de wetenschappelijke doelstellingen van LISA.

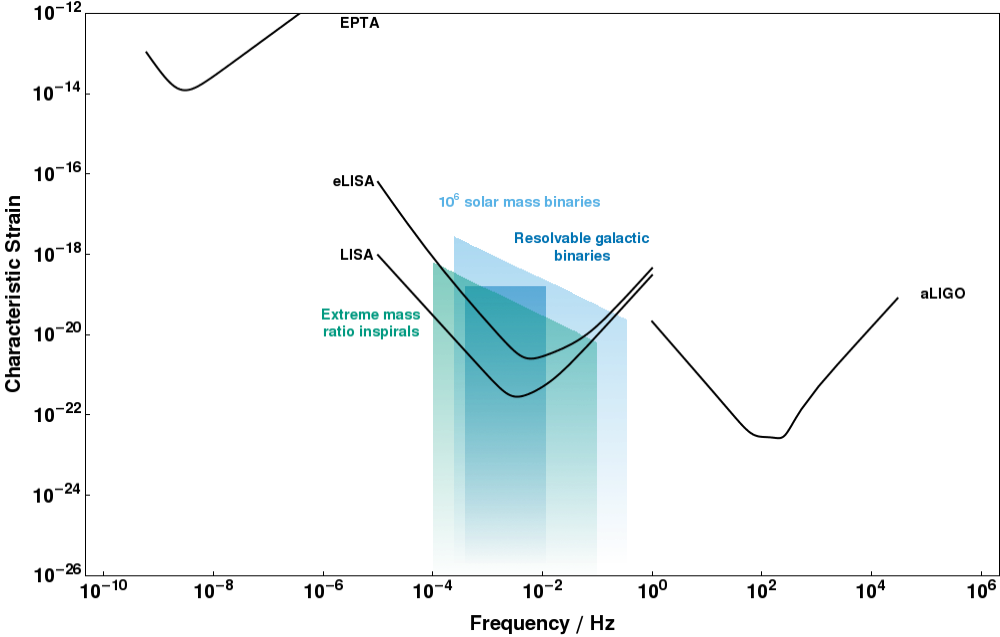
Ruis voor LISA en eLISA in functie van de frequentie. De frequentiebanden waarin de huidige detectoren op het aardoppervlak (zoals aLIGO) en pulsar timing arrays (zoals EPTA) gevoelig zijn, zijn ook zichtbaar. De sterkte van enkele typische signalen is aangeduid: om meetbaar te zijn, moet dit boven de ruiscurve liggen.

### Compacte dubbelsterren in de Melkweg
Waar de huidige detectoren de laatste seconden voor de botsing van zwarte gaten en/of neutronensterren kunnen waarnemen, zal LISA deze systemen kunnen zien wanneer ze nog erg ver van elkaar zijn. Daarnaast kan nu ook een van de twee objecten een witte dwerg zijn, het overblijfsel van sterren zoals onze Zon. Doorheen de Melkweg zou LISA zo een ~25.000 dubbelsterren moeten kunnen onderscheiden, terwijl de rest als een samengestelde 'ruis' zal worden waargenomen. Daarnaast zou LISA ook enkele dubbelsterren moeten kunnen waarnemen die we ook met elektromagnetische telescopen kunnen observeren.

### Supermassieve zwarte gaten doorheen het Universum
Naast zwarte gaten die ontstaan na supernova's, zijn er ook zogenaamde supermassieve zwarte gaten doorheen het Universum. Deze kunnen miljoenen tot miljarden keren zo zwaar zijn als de Zon, en bevinden zich vooral in het midden van sterrenstelsels. Door hun enorme grootte komen deze reuzen al snel in contact, met het gevolg dat de bijbehorende zwaartekrachtsgolven een lagere frequentie hebben, die recht in de LISA frequentieband valt. Er wordt verwacht dat LISA enkele tot tientallen zulke botsingen zal kunnen waarnemen, doorheen heel het Universum.

### EMRIs
Extreme mass-ratio inspirals (EMRIs) bestaan uit een compact object (zwart gat, neutronenster, witte dwerg) en een supermassief zwart gat. Ze worden dus getypeerd door de grote massaverhouding tussen de twee objecten, typisch 1:10.000 of kleiner. Hierdoor is het voornamelijk het kleine object dat rond het grotere cirkelt, waarbij het langzaam energie verliest en zwaartekrachtgolven uitzendt. Dit kan lang duren, maanden tot wel jaren, en zo een langdurige zwaartekrachtgolven zorgen ervoor dat de parameters (zoals de massa's, spins en details van de baan) van beide objecten heel nauwkeurig bepaald kunnen worden. Het is de verwachting dat met deze informatie de Relativiteitstheorie erg nauwkeurig zal kunnen worden getest.

### Vroegtijdige waarschuwingen
Dubbelsterren met zwarte gaten en/of neutronensterren die uiteindelijk botsen in de frequentieband van de huidige detectoren kunnen weken tot maanden op voorhand al zichtbaar zijn voor LISA, wanneer ze nog verder van elkaar verwijderd zijn en de zwaartekrachtgolven nog lagere frequenties hebben. Bijgevolg zou een detectie van zo een systeem door LISA gebruikt kunnen worden als een vroegtijdige waarschuwing: dit zou bijzonder interessant zijn in het geval dat minsten een van de objecten een neutronenster is. In dit geval gaat de botsing immers gepaard met andere processen die licht creëren, die kunnen waargenomen worden door elektromagnetische telescopen. Een gelijktijdige detectie van zwaartekrachtgolven en licht was bijvoorbeeld al het geval voor het bekende event GW170817, dewelke van enorm wetenschappelijk belang was (bijvoorbeeld voor het bepalen van de snelheid van zwaartekrachtgolven). Verwacht wordt dus dat de vroegtijdige waarschuwingen van LISA nog meer van deze complementaire detecties zou kunnen faciliteren.

### Fundamentele testen van de zwaartekracht en zwarte gaten
De 'luidste' events die LISA zal waarnemen zullen het mogelijk maken om de Relativiteitstheorie van Einstein erg nauwkeurig te testen, bijvoorbeeld via de na-trillingen van een botsing tussen zwarte gaten. Daarnaast zullen de metingen het ook mogelijk maken om te onderzoeken of er zich nieuwe materie bevind rond zwarte gaten, zoals donkere materie of ultra-lichte bosonen.

### Het uitdijen van het Heelal
LISA zal de roodverschuiving kunnen bepalen van nabije (z < 0,1) gebeurtenissen met behulp van botsingen van superzware gaten en EMRIs. Hiermee kan een onafhankelijke meting van de Hubbleconstante gemaakt worden, dewelke de uitdijing van het Heelal beschrijft.

### De achtergrondruis
Naast de vele individuele gebeurtenissen die LISA zal kunnen meten, zal een groot deel van de zwaartekrachtgolven te zwak zijn om individueel opgepikt te worden. Deze zullen samen een achtergrondruis vormen, waaruit men nog altijd erg veel kan leren. Zo wordt er bijvoorbeeld verwacht dat LISA mogelijks de achtergrondruis zal kunnen meten van alle compacte dubbelsterren in het Heelal die individueel te zwak zijn, ook wel gekend als de astrofysische achtergrondruis. Er wordt ook naar dit signaal zoekt in de huidige detectoren, maar op dit moment is deze nog niet gemeten. Waar de ruis in dit laatste geval zou bestaan uit dubbelsterren met zwarte gaten en neutronensterren, is er de mogelijkheid dat deze in de frequentieband van LISA vooral zou bepaald worden door dubbele witte dwergen. Naast deze ruis van dubbelsterren, is er ook de mogelijkheid dat LISA een achtergrondruis zal meten van kosmologische oorsprong, zoals bijvoorbeeld inflatie, een kosmische faseovergang of kosmische snaren.

### Korte en exotische signalen
Tot slot is er ook de mogelijkheid dat LISA nieuwe signalen zal ontdekken, waarvan niets of minder geweten is. Dit zou kunnen wijzen op nieuwe fysische processen.

## Geschiedenis
De eerste ontwerpen voor een zwaartekrachtgolfdetector in de ruimte dateren terug tot de jaren 80, onder het vaandel LAGOS (Laser Antenna for Gravitational radiation Observation in Space). LISA werd begin jaren negentig voor het eerst als missie aan ESA voorgesteld, eerst als kandidaat voor de M3-cyclus, en later als 'cornerstone mission' voor het 'Horizon 2000 plus'-programma. Naarmate het decennium vorderde, werd het ontwerp verfijnd tot een driehoekige opstelling van ruimtevaartuigen, met armen van 5 miljoen kilometer. Deze werd in 1997 voorgesteld als een gezamenlijke missie van ESA en NASA.  
In de jaren 2000 werd de gezamenlijke ESA/NASA LISA-missie geïdentificeerd als kandidaat voor de 'L1'-positie in het Cosmic Vision 2015-2025-programma van ESA. Vanwege bezuinigingen kondigde NASA begin 2011 echter aan dat het niet langer zou bijdragen aan de L-klasse missies van ESA. ESA besloot desondanks het programma voort te zetten en gaf de L1-kandidaatsmissies de opdracht om goedkopere versies voor te stellen, die binnen het budget van ESA konden worden opgenomen. Er werd een gereduceerde versie van LISA ontworpen met slechts twee armen van 1 miljoen kilometer onder de naam NGO (New/Next Gravitational Wave Observatory). Hoewel NGO het hoogst scoorde qua wetenschappelijk potentieel, besloot ESA om de Jupiter Icy Moons Explorer (JUICE) te selecteren als L1-missie. Een van de voornaamste redenen hiertoe was dat de LISA Pathfinder-missie te maken had met vertragingen, waardoor het onzeker was of de technologie klaar zou zijn voor de geplande lanceringsdatum.  
Kort daarna maakte ESA bekend dat het thema's zou selecteren voor de grotere L2 en L3 missies. Er werd een thema gekozen, genaamd ‘the Gravitational Universe’, en de gereduceerde NGO, die werd omgedoopt tot eLISA, werd naar voor geschoven.  In november 2013 maakte ESA bekend dat het 'the Gravitational Universe' had geselecteerd voor zijn L3-missie met verwachte lancering in 2034.  Na de succesvolle detectie van een zwaartekrachtgolf door LIGO in september 2015, toonde NASA interesse om weer aan de missie deel te nemen. Als reactie op een oproep van ESA voor ontwerpen voor de L3-missie met het thema 'Gravitational Universe'  werd in januari 2017 een missievoorstel ingediend voor een detector met drie armen van 2,5 miljoen kilometer, opnieuw LISA genoemd.  Op 20 juni 2017 werd de missie goedgekeurd als een van de belangrijkste onderzoeksmissies van ESA.  
Op 25 januari 2024 werd de LISA-missie formeel door ESA aangenomen, waarmee de overgang van concept naar ontwikkeling werd waargemaakt. Als onderdeel van haar hernieuwde deelname zal NASA lasersystemen, telescopen en ladingsinfrastructuur leveren, die allemaal van cruciaal belang zijn.  De aanname van de missie weerspiegelt het feit dat de technologie nu voldoende geavanceerd is om met de grootschalige constructie van de ruimtevaartuigen en de instrumenten te beginnen.  In maart 2024 ondertekenden NASA en ESA een Memorandum van Overeenstemming (MoU), waarin de rol van NASA bij het leveren van belangrijke missiecomponenten officieel werd vastgelegd. Sinds januari 2024 wordt verwacht dat LISA in 2035 zal worden gelanceerd met een Ariane 6, twee jaar eerder dan eerder was aangekondigd. 
In 2025 kwam de deelname van NASA aan LISA opnieuw ter discussie nadat de Republikeinse regering onder leiding van Donal Trump een budgetaanvraag voor NASA voor het fiscale jaar 2026 publiceerde, waarin drastische bezuinigingen op de wetenschappelijke programma's van het agentschap waren opgenomen. Carole Mundell, wetenschapsdirecteur bij ESA, kondigde aan dat LISA tot de drie ESA-missies behoorde (samen met EnVision en NewAthena ) die het zwaarst getroffen werden door deze potentiële bezuiniging aan Amerikaanse zijde, en dat er ‘herstelmaatregelen’ nodig zouden zijn.   De voorbereidingen in Europa gingen echter gestaag door en in juni 2025 ondertekenden ESA en OHB System AG een overeenkomst om het ontwerp van de drie ruimtevaartuigen af te ronden en met de bouw te beginnen. Hiermee begon de industriële ontwikkeling van de missie. Later in juni 2025 heeft Thales Alenia Space een contract getekend met OHB System AG voor de ontwikkeling van meerdere sleutelelementen van LISA.  De verwachte lanceringsdatum in 2035 bleef ongewijzigd. 